# El Dorado Springs
El Dorado Springs – miasto w Stanach Zjednoczonych, w stanie Missouri, w hrabstwie Cedar.